# Fußball bei den Mittelmeerspielen

Fußball gehört bei den Mittelmeerspielen zu den Sportarten, die seit 1951 ständig im Programm der Spiele sind. Das Turnier findet alle vier Jahre im Jahr nach den Olympischen Sommerspielen, bis 1991 im jeweiligen Jahr davor, statt. Teilnehmer sind die Fußballnationalmannschaften der Mittelmeeranrainer aus Afrika, Asien und Europa, wobei die europäischen Vertreter in der Regel mit B- oder Amateurteams antreten. Israel ist aus politischen Gründen von der Teilnahme ausgeschlossen. Andorra, Serbien und San Marino nehmen ebenfalls teil, obwohl sie nicht am Mittelmeer liegen. Ein Turnier im Frauenfußball fand bisher noch nicht statt. 

## Die Turniere im Überblick
| Jahr         | Gastgeber                         | Finale                      | Finale     | Finale     | Spiel um Bronze | Spiel um Bronze     | Spiel um Bronze |
| Jahr         | Gastgeber                         | Gold                        | Ergebnis   | Silber     | Bronze          | Ergebnis            | 4. Platz        |
| ------------ | --------------------------------- | --------------------------- | ---------- | ---------- | --------------- | ------------------- | --------------- |
| 1951 Details | Alexandria (Ägypten)              | Griechenland                | Ligasystem | Ägypten    | Syrien          | Ligasystem          | nur drei Teams  |
| 1955 Details | Barcelona (Spanien)               | Ägypten                     | Ligasystem | Spanien    | Frankreich      | Ligasystem          | Syrien          |
| 1959 Details | Beirut (Libanon)                  | Italien                     | Ligasystem | Türkei     | Libanon         | Ligasystem          | nur drei Teams  |
| 1963 Details | Neapel (Italien)                  | Italien                     | 3:0        | Türkei     | Spanien         | 2:1                 | Marokko         |
| 1967 Details | Tunis (Tunesien)                  | \| Frankreich \| Italien \| | 0:0 n. V.  |            | Spanien         | 2:1                 | Türkei          |
| 1971 Details | Izmir (Türkei)                    | Jugoslawien                 | 1:0        | Tunesien   | Türkei          | 1:0 n. V.           | Ägypten         |
| 1975 Details | Algier (Algerien)                 | Algerien                    | 2:1 n. V.  | Frankreich | Tunesien        | 1:1 n. V. 4:3 i. E. | Marokko         |
| 1979 Details | Split (Jugoslawien)               | Jugoslawien                 | 3:0        | Frankreich | Algerien        | 2:1                 | Griechenland    |
| 1983 Details | Casablanca (Marokko)              | Marokko                     | 3:0        | Türkei     | Ägypten         | 0:0 5:2i. E.        | Frankreich      |
| 1987 Details | Latakia (Syrien)                  | Syrien                      | 2:1        | Frankreich | Türkei          | 1:0 n. V.           | Griechenland    |
| 1991 Details | Athen (Griechenland)              | Griechenland                | 3:1        | Türkei     | Marokko         | 3:2                 | Jugoslawien     |
| 1993 Details | Languedoc-Roussillon (Frankreich) | Türkei                      | 2:0        | Algerien   | Frankreich      | 2:1                 | Italien         |
| 1997 Details | Bari (Italien)                    | Italien                     | 5:1        | Türkei     | Griechenland    | 1:0                 | Spanien         |
| 2001 Details | Tunis (Tunesien)                  | Tunesien                    | 1:0        | Italien    | Frankreich      | 2:0                 | Türkei          |
| 2005 Details | Almería (Spanien)                 | Spanien                     | 1:0        | Türkei     | Libyen          | 1:1 4:3 i. E.       | Marokko         |
| 2009 Details | Pescara (Italien)                 | Spanien                     | 4:2        | Italien    | Libyen          | 0:0 8:7 i. E.       | Frankreich      |
| 2013 Details | Mersin (Türkei)                   | Marokko                     | 3:2        | Türkei     | Tunesien        | 4:0                 | Libyen          |
| 2018 Details | Tarragona (Spanien)               | Spanien                     | 3:2        | Italien    | Marokko         | 0:0 7:6 i. E.       | Griechenland    |
| 2022 Details | Oran (Algerien)                   | Frankreich                  | 1:0        | Italien    | Marokko         | 4:2                 | Türkei          |
| Frankreich   | Italien                           |                             |            |            |                 |                     |                 |

### Medaillenspiegel
nach 19 Turnieren
| Rang | Land           | Goldmedaille | Silbermedaille | Bronzemedaille | Gesamt |
| ---- | -------------- | ------------ | -------------- | -------------- | ------ |
| 1    | Italien        | 4            | 4              | 0              | 8      |
| 2    | / Spanien      | 3            | 1              | 2              | 6      |
| 3    | Frankreich     | 2            | 3              | 3              | 8      |
| 4    | Marokko        | 2            | 0              | 3              | 5      |
| 5    | / Griechenland | 2            | 0              | 1              | 3      |
| 6    | Jugoslawien    | 2            | 0              | 0              | 2      |
| 7    | Türkei         | 1            | 7              | 2              | 10     |
| 8    | Tunesien       | 1            | 1              | 2              | 4      |
| 9    | Algerien       | 1            | 1              | 1              | 3      |
|      | / Ägypten      | 1            | 1              | 1              | 3      |
| 11   | / Syrien       | 1            | 0              | 1              | 2      |
| 12   | Libyen         | 0            | 0              | 2              | 2      |
| 13   | Libanon        | 0            | 0              | 1              | 1      |

Flagge der Mittelmeerspiele

* 1967 wurden zwei Goldmedaillen und keine Silbermedaille vergeben.